# Клетнянский заказник
Клетнянский заказник — государственный природный заказник федерального значения в Брянской области.

## История
Клетнянский заказник был основан 23 мая 1983 года с целью охраны, восстановления и воспроизводства объектов животного мира, а также среды их обитания.

## Расположение
Заказник располагается в Клетнянском и Мглинском районах Брянской области. Общая площадь заказника составляет 30 000 га.

## Климат
Климат субконтинентальный. Среднегодовое количество осадков составляет 550 мм.

## Флора и фауна
На территории заказника произрастает 22 вида сосудистых растений, которые занесены в региональную Красную книгу Брянской области, из них один вид также включён в Красную книгу Российской Федерации. В заказнике обитает 27 видов млекопитающих и 91 вид птиц. Широко распространены заяц-беляк, лисица, белка, кабан, косуля и лось.